# Фета-сир
Фета-сир (грч. φέτα) је врста меких белих сирева, чије се сазревање обавља у раствору (саламури). Води порекло, а и данас се традиционално производи у Грчкој. Постојбина фете ја планина Пелион изнад Волоса.
У првобитној варијанти фета-сир се правила од овчијег или козјег непастеризованог млека. Традиционално се фета-сир сир производио од непастеризованог млека. Међутим данас се пастеризује, да би се заштитили потрошачи, а и да би се избјегле мане сира. Укус типичне фете је средње ужегао, благо кисео и слан. Текстура је чврста, глатка, кремаста, боја снежно бела у унутрашњости и на површини. Изглед овог сира је у облику кришки глатке површине (у облику четвртине круга или четвртастог облика). Данас се фета-сир производи у скоро свим фабрикама млека, али је у многим земљама изгубила свој првобитни изглед и укус тврдог сира, кефалотира (грчки назив).

## Укус и облик
Укус типичне фете је средње ужегао, благо кисео и слан. Његова текстура је чврста, глатка, кремаста, снежно беле боје у унутрашњости и по површини. Кришке су обично у облику четвртине круга или четвртасте.

## Традиционална производња
Фета-сир се традиционално прави од млека чија је pH вредност већа од 6,55, са 5.8-6% млечне масти, тако да однос масти и протеина износи 1,2:1. Пастеризација се врши на 72 °C (без пастеризације, врши се загревање до 30-40 °C) током 15 секунди, а хлађење на 32 °C. Затим се додају киселомлечне бактерије и оставе тако током 15-30 минута, на 30 °C. Коагулација се врши на 30 °C, додавањем CaCl2 и коагуланса на тај начин да се сир згруша у року од 50 минута. 
После коагулације, сир се сече на коцкице и оставља да одстоји десет минута, како би се издвојио део сурутке. Формирање се врши у калупима, постепеним сипањем, како се не би отежало издвајање сурутке. Калуп има поклопац па се може превртати. Калупи се остављају на посебне столове, како би се издвојила сурутка. Када је сир довољно компактан уклањају се калупи и груша се сече на кришке. Кришке се соле сувом гранулираном сољу по површини, сваких 24 сата по другој страни. Поступак се понавља и 4 пута тако да свака страна буде сољена два пута. Завршна концентрација соли треба да буде око 3%. Након сољења кришке се преврћу сваких 24 сата док се на површини не формира слузасти слој, који омогућава раст бактерија и квасаца и учествује у сазревању сира.
После сазревања, кришке сира се пажљиво смештају у бурад или канте, по слојевима, са пергаментним папиром између њих. Додаје се саламура (6-8% NaCl) и бурад се затварају. Једном недељно бурад се окреће. На горњој страни бурад имају отвор затворен запушачем, који се вади с времена на време ради испуштања гасова.
Сир остаје у просторијама за сазревање док се не постигне pH вредност 4,4-6,4, у просторији на температури 14-16 °C и високој релативној влажности ваздуха. 
После завршеног процеса сазревања сир се складишти на 3-4 °C, најмање два месеца до његове дистрибуције. Зрео сир се може паковати у пластичне кесе.

## УФ метод
Фета-сир је погодна за УФ због мале концентрације СМ сира (као и кварк). Међутим, УФ фета-сир се знатно разликовала од традиционалне нарочито у погледу структуре и текстуре. Конзистенција оваквог сира била је мекша и мазива, па је назван ‘ливена’ фета-сир. Касније је развијен поступак којим се добијала фета-сир која се није уопште разликовала од традиционалне и названа је ‘структурирана’ фета-сир.
Ливена УФ фета-сир
Пастеризовано млеко се подвргава УФ на 50-55 °C док се не добије ретентат са 35% СМ. Ретенат се пастеризује, одмах затим се изврши хомогенизација и охлади на 32 °C. Дода се култура S. lactis, и преноси се у канте.
Ретентат се дозира у канте из три пута. Када се пренесе први слој ретентату се додаје равномерно сирило да се грус створи за 30 минута. Пошто грушевина у канти довољно очврсне додаје се нови слој. Овако се у канти образују три слоја која се међусобно не слепљују.
Један сат након посљедњег додавања сирила грушевина се сече у кришке. Затим се канте остављају на 24 °C да би се обавила ацидификација до pH 4.7. Сољење се врши тако што се со поспе по површини посљедњег слоја; потом се канте затворе. Зрење се врши на 15 °C у току 15 дана.

## Занимљивости
Фета-сир, прављен од непастеризованог млека се не препоручује у току трудноће, зато што може да садржи бактерију листерију. Ова бактерија може да оштети постељицу, плодову воду или саму бебу, те на тај начин изазива спонтане побачаје и рађање мртворођенчади.